# With the Enemy's Help
With the Enemy's Help é um filme de faroeste norte-americano de 1912, dirigido por Wilfred Lucas e estrelado por Blanche Sweet e Mary Pickford.

## Elenco
- Charles West
- Blanche Sweet
- Mary Pickford
- Charles Hill Mailes
- Edna Foster
- Charles Gorman
- J. Jiquel Lanoe